# Piptostigma multinervium
Espèce
Piptostigma multinervium Engl. & Diels est une espèce de plantes à fleurs de la famille des Annonaceae et du genre Piptostigma. C'est un arbre présent en Afrique centrale.

## Description
C'est un arbre de 5 à 10 m de hauteur et d'un diamètre de 10 à 15 cm.

## Distribution
L'espèce est endémique d'Afrique centrale. Elle a été observée sur de nombreux sites au sud du Cameroun et jusqu'au sud du Gabon.